# Zuidrijns voetbalkampioenschap 1914/15
In 1914/15 werd het dertiende Zuidrijns voetbalkampioenschap gespeeld, dat georganiseerd werd door de West-Duitse voetbalbond. Door het uitbreken van de Eerste Wereldoorlog werd de competitie gesplitst. Nadat de competities in Keulen en Bonn gespeeld waren werd die van geannuleerd Keulen en kwam er een bekercompetitie in de plaats per gewest waarvan de winnaar deelnam aan de eindronde. De kampioen van Bonn ging wel rechtstreeks naar de eindronde. 
FC Borussia 1899 Cöln nam de naam CfR 1899 Cöln aan. 

## Kreisliga

### Groep Keulen linkerrijn
| Plaats | Club                              | Wed.           | W              | G              | V              | Saldo          | Ptn.           |
| ------ | --------------------------------- | -------------- | -------------- | -------------- | -------------- | -------------- | -------------- |
| 1.     | Cölner BC 01                      | 8              |                |                |                | 29:14          | 14:2           |
| 2.     | Cölner FC 1899                    | 8              |                |                |                | 55:15          | 11:5           |
| 3.     | SpVgg Sülz 07                     | 8              |                |                |                | 22:22          | 9:7            |
| 4.     | SpVgg Cöln 1893                   | 8              |                |                |                | 6:50           | 4:12           |
| 5.     | Cöln-Ehrenfelder SV Rhenania 1900 | 8              |                |                |                | 15:26          | 2:14           |
| 6.     | Cölner TV 1843                    | Teruggetrokken | Teruggetrokken | Teruggetrokken | Teruggetrokken | Teruggetrokken | Teruggetrokken |
| 7.     | CfR 1899 Cöln                     | Teruggetrokken | Teruggetrokken | Teruggetrokken | Teruggetrokken | Teruggetrokken | Teruggetrokken |

|  | Groepswinnaar |
|  | Degradatie    |

Beker
Voorronde
| Team 1         | Uitslag | Team 2         |
| -------------- | ------- | -------------- |
| Cölner FC 1899 | 3:2     | Cölner BC 01   |
| CfR 1899 Cöln  | 6:2     | SVgg Cöln 1893 |

SpVgg Sülz en VfB 05 Cöln hadden een bye.
Halve finale
| Team 1         | Uitslag | Team 2        |
| -------------- | ------- | ------------- |
| CfR 1899 Cöln  | ?       | VfB 05 Cöln   |
| Cölner FC 1899 | 3:1     | SpVgg Süzl 07 |

Finale
| Team 1         | Uitslag | Team 2        |
| -------------- | ------- | ------------- |
| Cölner FC 1899 | 4:2     | CfR 1899 Cöln |

### Groep Keulen rechterrijn
Voorronde
| Team 1                | Uitslag | Team 2               |
| --------------------- | ------- | -------------------- |
| FC Kalk 05            | 3:1     | TG Mülheim           |
| VfR Mülheim-Kalk      | 4:2     | FC Germania Mülheim  |
| FC Konkordia Kalk     | 0:2     | Vingster FC 05       |
| FC Borussia Kalf Kalk | ?       | FK Preußen Dellbrück |

Halve finale
| Team 1           | Uitslag | Team 2               |
| ---------------- | ------- | -------------------- |
| Vingster FC 05   | 6:1     | FC Kalk 05           |
| VfR Mülheim-Kalk | 2:1     | FK Preußen Dellbrück |

Finale
| Team 1         | Uitslag | Team 2           |
| -------------- | ------- | ---------------- |
| Vingster FC 05 | ?       | VfR Mülheim-Kalk |

### Groep Bonn
| Plaats | Club           | Wed. | W | G | V | Saldo | Ptn. |
| ------ | -------------- | ---- | - | - | - | ----- | ---- |
| 1.     | Bonner FV 01   | 4    | 3 | 1 | 0 | 14:3  | 7:1  |
| 2.     | SV Siegburg 04 | 4    | 2 | 1 | 1 | 10:6  | 5:3  |
| 3.     | FC Eitorf 09   | 4    | 0 | 0 | 4 | 0:15  | 0:8  |

|  | Geplaatst voor de eindronde |
|  | Degradatie                  |

### Groep Siegerland
Voorronde
| Team 1                | Uitslag | Team 2                |
| --------------------- | ------- | --------------------- |
| FC 06 Eiserfeld       | 2:10    | FC Jahn Siegen        |
| SK Sigambria Geisweid | 1:2     | SV Germania 07 Siegen |

VfB Weidenau had een bye
Halve finale
| Team 1         | Uitslag | Team 2       |
| -------------- | ------- | ------------ |
| FC Jahn Siegen | 8:0     | VfB Weidenau |

SV Germania Siegen had een bye
Finale
| Team 1                | Uitslag | Team 2         |
| --------------------- | ------- | -------------- |
| SV Germania 07 Siegen | 3:0     | FC Jahn Siegen |

### Groep Berg
Voorronde
| Team 1                   | Uitslag | Team 2            |
| ------------------------ | ------- | ----------------- |
| FC Preußen Barmen        | 1:0     | Remscheider FC 06 |
| Ohligser FC 06           | 2:0     | SC Oberbarmen     |
| BV Barmen                | 2:0     | BV Oberhaan       |
| SSV 04 Elberfeld         | 10:1    | FC Solingen 1895  |
| SV Germania 07 Elberfeld | 0:2     | SV Solingen-Brühl |
| BV Solingen 98           | 2:1     | SSV Barmen        |

Tussenronde
| Team 1           | Uitslag | Team 2            |
| ---------------- | ------- | ----------------- |
| SSV 04 Elberfeld | 1:0     | FC Preußen Barmen |
| Ohligser FC 06   | 2:0     | SV Solingen-Brühl |
| BV Solingen 98   | 2:0     | BV Barmen         |

Halve finale
| Team 1           | Uitslag | Team 2         |
| ---------------- | ------- | -------------- |
| SSV 04 Elberfeld | 6:1     | BV Solingen 98 |

Ohligser FC 06 had een bye
Finale
| Team 1           | Uitslag | Team 2         |
| ---------------- | ------- | -------------- |
| SSV 04 Elberfeld | 3:1     | Ohligser FC 06 |

## Eindronde
Voorronde
|  |                  |       |                |  |
|  | SSV 04 Elberfeld | 7 – 1 | Vingster FC 05 |  |
|  |                  |       |                |  |

Cölner FC 1899, Bonner FV 01 en Germania Siegen hadden een bye. 
Eindronde
|  | Halve finale          | Halve finale |   |  | Finale           | Finale |  |
|  |                       |              |   |  |                  |        |  |
|  |                       |              |   |  |                  |        |  |
|  | SSV 04 Elberfeld      | 3            |   |  |                  |        |  |
|  | Cölner FC 1899        | 2            |   |  |                  |        |  |
|  |                       |              |   |  |                  |        |  |
|  |                       |              |   |  |                  |        |  |
|  |                       |              |   |  | SSV 04 Elberfeld | 5      |  |
|  |                       | Bonner FV 01 | 2 |  |                  |        |  |
|  |                       |              |   |  |                  |        |  |
|  |                       |              |   |  |                  |        |  |
|  |                       |              |   |  |                  |        |  |
|  |                       |              |   |  |                  |        |  |
|  | Bonner FV 01          | 4            |   |  |                  |        |  |
|  | SV Germania 07 Siegen | 1            |   |  |                  |        |  |